# Partición de los Alpes

Las 26 secciones de la Partición de los Alpes.

La partición de los Alpes es una clasificación de la cadena alpina adoptada en el año 1924 con motivo del IX Congreso Geográfico Italiano y oficializada en el año 1926. Las subdivisiones de los Alpes fueron establecidas sobre la base del documento Nombres y límites de los grandes sectores del Sistema Alpino (Nomi e limiti delle grandi parti del Sistema Alpino). 
La división principal individualiza tres grandes sectores: Alpes occidentales, Alpes centrales y Alpes orientales, subdivididas a su vez en 26 secciones y 112 grupos. Para facilitar la memorización de la secuencia de las secciones que forman la divisoria de aguas principal, se utilizaba en las escuelas elementales la frase MA COn GRAn PENa LE RE-CA GIÙ.

## Particularidad
Por vez primera, la partición de los Alpes consideraba el conjunto de la cadena alpina y no sólo la parte que se refería al territorio italiano. Tal clasificación es aún italocéntrica, porque no asume la bipartición y en general las clasificaciones del sistema alpino que se usa en otros Estados, y errónea, porque incluye en la cadena alpina territorios que según los estudiosos no forman parte de ella. 
Las principales divergencias entre la tradicional partición de los Alpes y la moderna SOIUSA son: 
- La inclusión de la parte meridional de la Provenza, que según los estudios de Raoul Blanchard no forma parte del sistema alpino.
- Los montes de Vaucluse, de Lure y del Luberon, según la literatura geográfica francesa, no pertenecen a
- La inclusión de algunas áreas septentrionales de la sección de los Prealpes suizos, que según la literatura geográfica suiza no perternecen geográficamente al sistema alpino, sino al Altiplano suizo (Schweizer Mittelland).
- Los Alpes nóricos comprenden un territorio mucho más vasto (además de los Alpes Nóricos propiamente dichos, los Tauern y los Alpes de Estiria y de Caritia y los Alpes de Tux) de aquellos individualizados por la literatura geográfica austríaca.
- Los Alpes bávaros, los Alpes de Salzburgo y los Alpes austríacos no se corresponden al aspecto orográfico individualizado por la moderna literatura geográfico austro-alemana.
- La inclusión del Carso en el sistema alpino.

En el año 2005, con el propósito de superar los problemas y las incongruencias con las otras subdivisiones existentes, ha sido presentada la Subdivisión Orográfica Internacional Unificada del Sistema Alpino (SOIUSA).

## Alpes occidentales
Los Alpes occidentales van desde el collado de Cadibona al collado Ferret. La cima más elevada es el Mont Blanc (4810 m). Los Alpes occidentales se subdividen ulteriormente en:
- Alpes marítimos (1)
  - Alpes ligures (1.a)
  - Alpes del Varo (1.b)
- Alpes cocios (2)
  - Grupo del Monviso (2.a)
  - Alpes del Monginevro (2.b)
  - Cadena del Cenisio (2.c)
- Alpes grayos (3)
  - Grupo del Gran Paradiso (3.a)
  - Alpes de la Tarantasia (3.b)
  - Grupo del Mont Blanc (3.c)
- Alpes de Provenza (4)
  - Grupo del Asse (4.a)
  - Grupo de la Bleone (4.b)
- Alpes del Delfinado (5)
  - Grupo del Champsaur (5.a)
  - Macizo del Pelvoux (5.b)
  - Alpes de Moriana (5.c)
- Prealpes de Provenza (6)
  - Chaînes des Plans (6.a)
  - Montaña de Sainte Victoire (6.b)
  - Macizo de la Sainte Baume (6.c)
  - Montes de los Maures y del Esterel (6.d)
- Prealpes del Delfinado (7)
  - Montaña del Luberon (7.a)
  - Montañas de Valchiusa (7.b)
  - Macizo del Dévoluy (7.c)
  - Vercors (7.d)
- Prealpes de Saboya (8)
  - Alpes del Sciablese (8.a)
  - Cadena del Reposoir (8.b)
  - Bauges (8.c)
  - Macizo de la Grande Chartreuse (8.d)

## Alpes centrales
Los Alpes centrales van desde el collado Ferret al paso del Brénero. La cima más elevada es el Monte Rosa (4611 m). Los Alpes centrales se subdividen a su vez en:
- Alpes peninos (9)
  - Alpes del Valais (9.a)
  - Grupo de la Val Sesia (9.b)
- Alpes lepontinos (10)
  - Grupo del Monte Leone (10.a)
  - Grupo del Adula (10.b)
  - Alpes del Tesino (10.c)
- Alpes réticos (11)
  - Grupo del Albula y Silvretta (11.a)
  - Grupo del Plessur (11.b)
  - Cadena del Reticón (11.c)
  - Grupo del Fervall (11.d)
  - Grupo del Bernina (11.e)
  - Grupo del Umbraglio (11.f)
  - Alpes Venoste (11.g)
  - Alpes Breonie (11.h)
  - Alpes sarentinos (11.i)
  - Grupo del Ortles (11.j)
  - Montes de la Val di Non (11.k)
  - Grupo del Adamello (11.l)
  - Dolomitas de Brenta (11.m)
- Alpes Berneses (12) 
  - Macizo del Finsteraarhorn (12.a)
  - Grupo del Wildhorn (12.b)
  - Alpes de Uri (12.c)
- Alpes de Glaris (13)
  - Grupo del Tödi (13.a)
  - Grupo de la Sardona (13.b)
- Prealpes suizos (14)
  - Prealpes de la Simmental (14.a)
  - Prealpes del Emmental (14.b)
  - Prealpes de la Linth (14.c)
- Alpes bávaros (15)
  - Alpes del Algovia (15.a)
  - Alpes de la Lechtal (15.b)
  - Montes del Achensee (15.c)
- Prealpes Lombardos (16)
  - Prealpes de Lugano (16.a)
  - Alpes Orobie (16.b)
  - Prealpes bergamascos (16.c)
  - Prealpes de Brescia (16.d)
  - Prealpes Giudicarie (16.e)
  - Grupo del Monte Baldo (16.f)

## Alpes orientales
Los Alpes orientales van desde el paso del Brénero a la ciudad de Fiume. La cima más elevada es la Marmolada (3341 m). Los Alpes orientales se subdividen a su vez en:
- Alpes nóricos (17)
  - Tuxer Gebirge (17.a)
  - Alpes de la Zillertal (17.b)
  - Altos Tauern (17.c)
  - Bajos Tauern (17.d)
  - Alpes de Carintia (17.e)
- Dolomitas (18)
  - Alpes de Gardena y Fassa (18.a)
  - Grupo de la Marmolada (18.b)
  - Alpes de Ampezzo y Cadore (18.c)
  - Alpes de la Valsugana y de Primiero (18.d)
- Alpes cárnicos (19)
  - Alpes de la Gail (19.a)
  - Alpes de Tolmezzo (19.b)
- Alpes julianos (20)
  - Alpes julianos septentrionales (20.a)
  - Alto Carso (20.b)

- - Montes Lesinios (25.a)
  - Altiplano de Asiago (25.b)
  - Monte Grappa (25.c)
  - Prealpes de Belluni (25.d)
  - Prealpes cárnicos (25.e)
  - Prealpes julianos (25.f)
- Carso (26)
  - Piccolo Carso (26.a)
    - Carso de Montefalcone (26.a.a)
    - Carso triestino (26.a.b)
    - Carso de la Cicceria (26.a.c)
    - Carso de Castua (26.a.d)

  - Carso de Istria (26.b)